# Вулиця Русових
Ву́лиця Русових — вулиця у Франківському районі міста Львова, в місцевості Новий Світ. Сполучає вулиці Київську і Бандери та утворює перехрестя з вулицею Коновальця. Прилучається вулиця Антоновича.

## Історія
Вулицю прокладено у 1892 році та названо на згадку про руський княжий рід Великого князівства Литовського та Речі Посполитої Вишневецьких, з якого походило багато відомих особистостей в історії України та Польщі. Під час німецької окупації, у 1943—1944 роках, вулиця мала назву Зайдліцґассе. У липні 1944 року повернена довоєнна назва вулиці — Вишневецьких і вже у грудні того ж року вулицю перейменували на честь українського радянського військового діяча Миколи Щорса. Сучасна назва від 1992 року на пошану українського земського статистика, етнографа, фольклориста і громадського діяча Олександра Русова та його дружини Софії з роду Ліндфорс, української педагогині, письменниці, літературознавиці та громадської діячки, однієї з організаторок жіночого руху в Україні.

## Забудова
В архітектурному ансамблі вулиці Русових переважають архітектурні стилі — сецесія, конструктивізм. Лише будинок під № 11 внесений до Реєстру пам'яток архітектури місцевого значення.

### Будинки
№ 1 — чотириповерховий житловий будинок, збудований у 1908 році за проєктом архітектора Юліана Цибульського у стилі неоренесансу. Від радянських часів й донині на першому поверсі містяться гастроном «Олексій» та медичний центр «MMmed» (УЗД на Русових).
№ 2 — триповерхова наріжна кам'яниця, збудована у 1890-х роках у стилі історизму. Над фасадом височіють два великих куполи. У наріжнику будинку у 1910 році функціював шинок Анчела Ґруфта, за радянських часів — «Пельменна», але й мав народну назву — «П'ятий кут». У наш час тут спочатку містилося відділення банку, нині — відділення № 54 ТОВ «Нова пошта».
№ 3 — шестиповерховий житловий будинок бізнес-класу з вбудованими приміщеннями комерційного призначення, зданий в експлуатацію у 2013 році. В одному з вбудованих приміщень працює салон краси «Клод Лорен».
№ 4 — п'ятиповерхова будівля зведена для потреб еміграційного управління міста. Установа отримала державний кредит і замовила проєкт у 1928 році в архітектора Генрика Заремби. Будинок був готовий у 1930 році і отримав назву «Дім емігранта». Тут містилися еміграційний офіс, а також кімнати для емігрантів. Існувало кілька проєктів будинку, до реалізації обрали той, що без декору. Заремба вдало вписав будинок в роздоріжжя сучасних вулиці Русових, Київської і Коновальця. В плані проєкт має виразно трикутну форму і центральним фасадом виходить до стику трьох вулиць. Досить символічне розташування зважаючи на призначення споруди, яка допомагала людям виїжджати за кордон, у різні напрямки. Нині тут міститься Львівський міський центр планування сім'ї та репродуктивного здоров'я людини (раніше — гінекологічне відділення № 1 КНП «3-я міська клінічна лікарня м. Львова»).
На першому поверсі будинку розташовувалися асоціації, що займалися питаннями емігрантів, а також розважальна та читальна зала для емігрантів. На другому і третьому поверхах були розташовані спальні для емігрантів: колективна спальня для чоловіків, індивідуальні кімнати для сімей, інтелігенції та спальні для жінок. У «Домі емігранта» був також лазарет для надання медичних консультацій та ясла для дітей. На четвертому поверсі розмістилися адміністративні приміщення, квартири прислуги і сушарні. Будинок міг приймати до 200 емігрантів одночасно. 
У 2021 році в межах програми «100 років модернізму у Львові» Бюро спадщини ознакувало будинок інформаційною табличкою.
№ 5, 6, 6а, 7, 8 — чотириповерхові житлові будинки у стилі польського конструктивізму 1920—1930-х років. На першому поверсі будинку № 7 міститься студія масажу «Пазен» (раніше — центр краси та здоров'я «Формула грацій»).
№ 10 — триповерховий житловий будинок. На першому поверсі міститься фітоаптека «Зелена планета Земної» (Наталії Зубицької).
№ 11 — вілла архітектора і скульптора, професора Львівської політехніки Леонарда Марконі, збудована у 1878 році за його власним проєктом. У 2020 році змінився власник будинку, його придбало АТ КБ «ПриватБанк». Будинок внесений до реєстру пам'яток архітектури місцевого значення під охоронним № 2795-м.

Світлини вуличної забудови
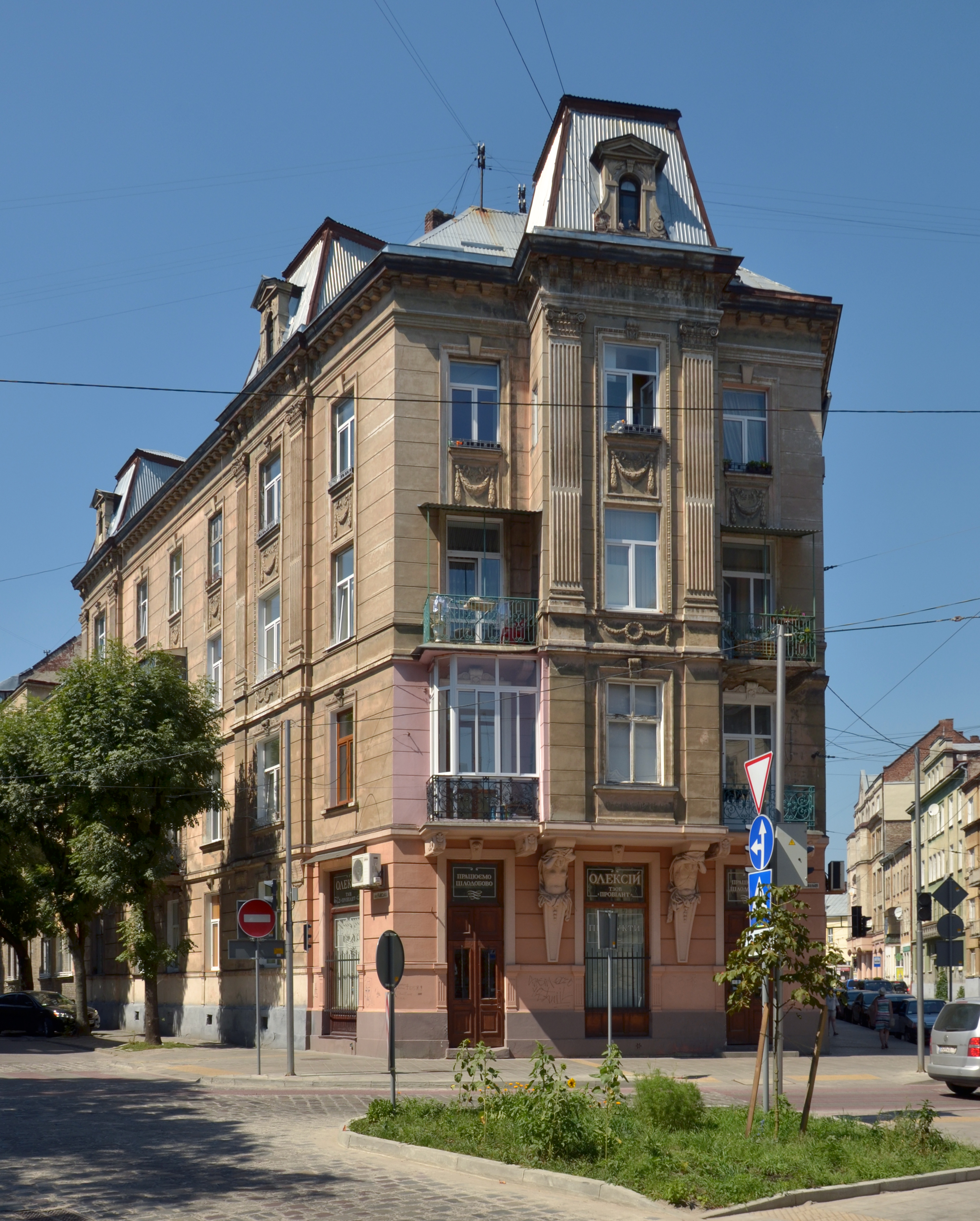
Житловий будинок (вул. Русових, 1)
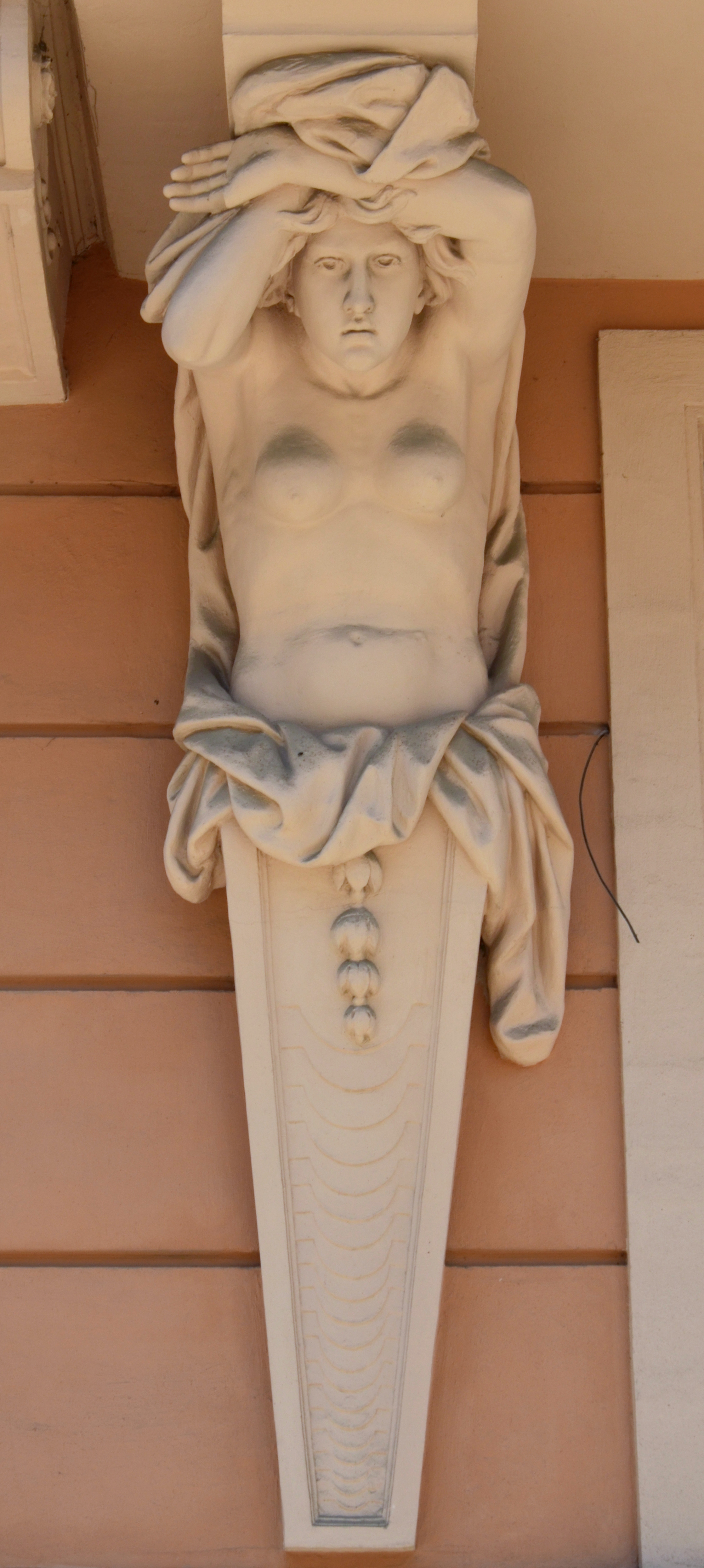
Скульптурний декор будинку (вул. Русових, 1)
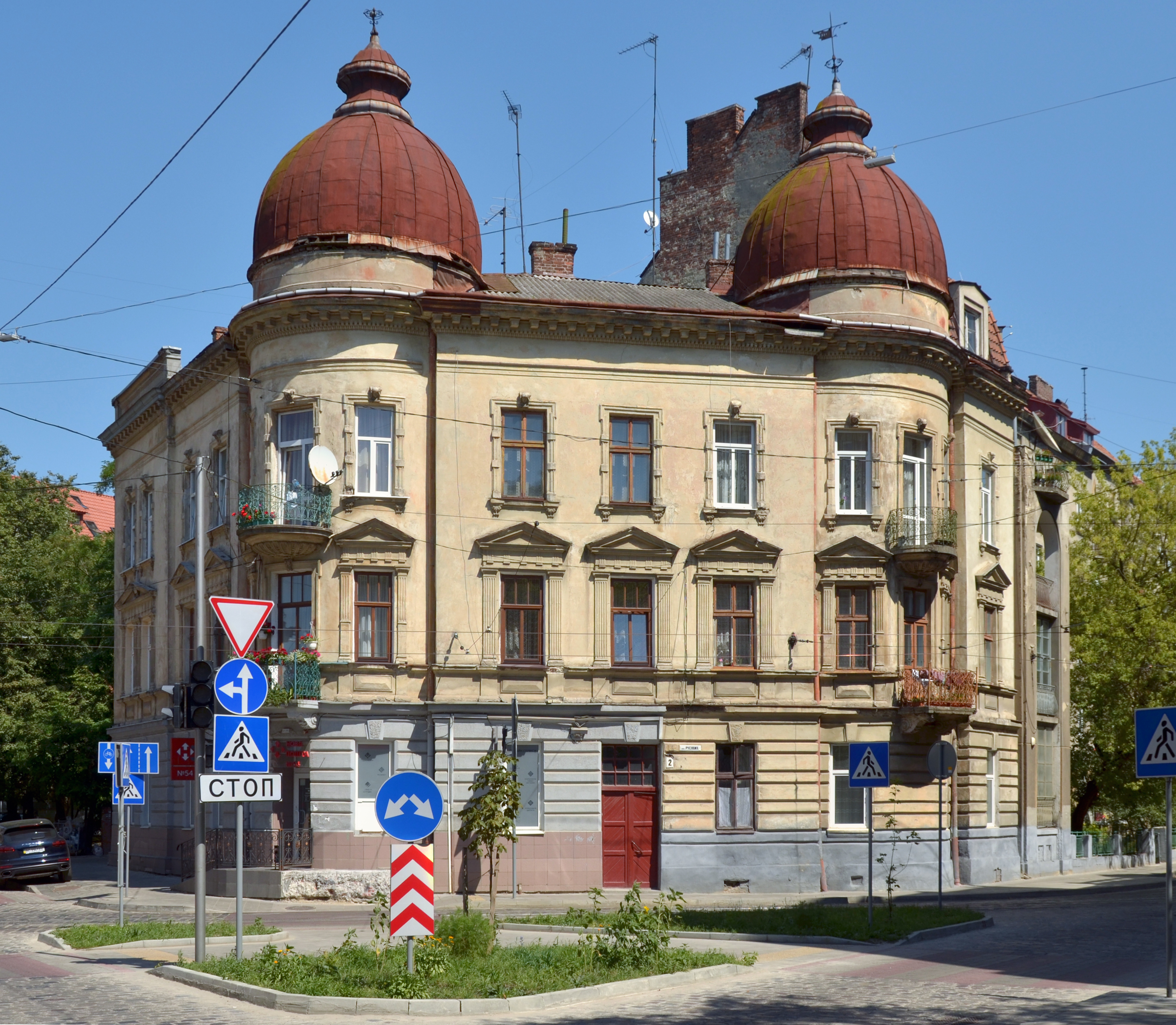
Житловий будинок (вул. Русових, 2)
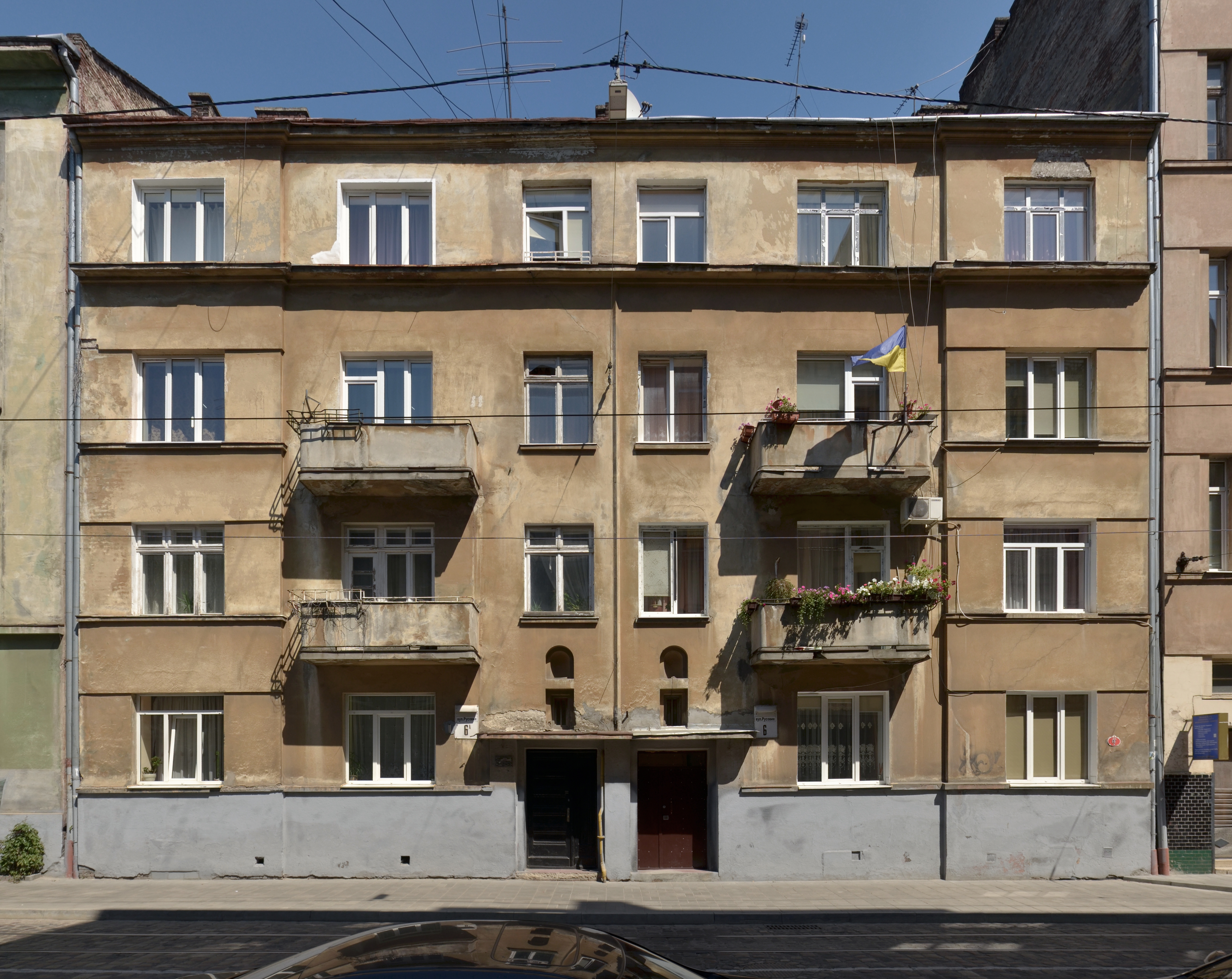
Житлові будинки (вул. Русових, 6, 6а)
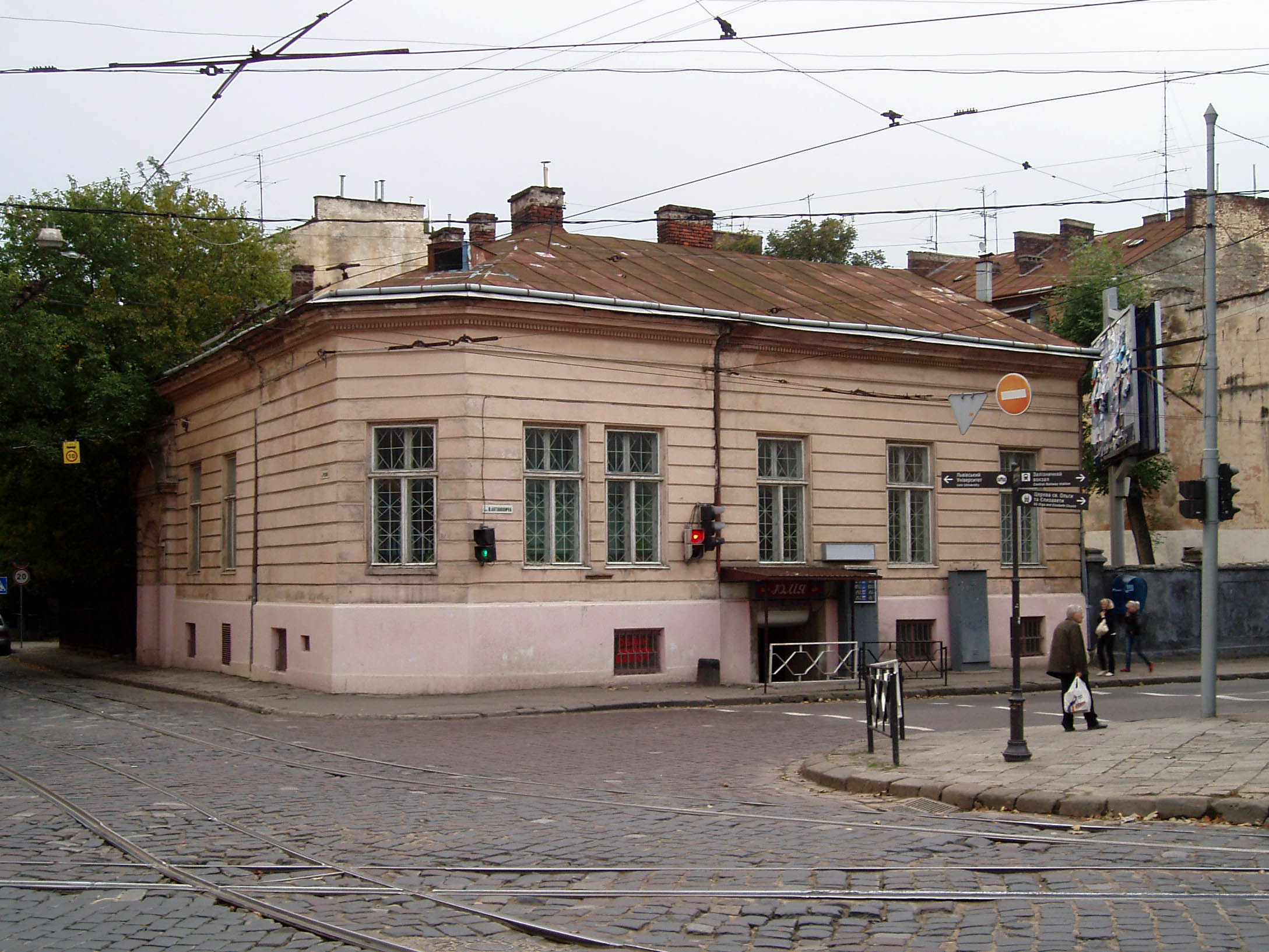
Вілла Леонарда Марконі (вул. Русових, 11)
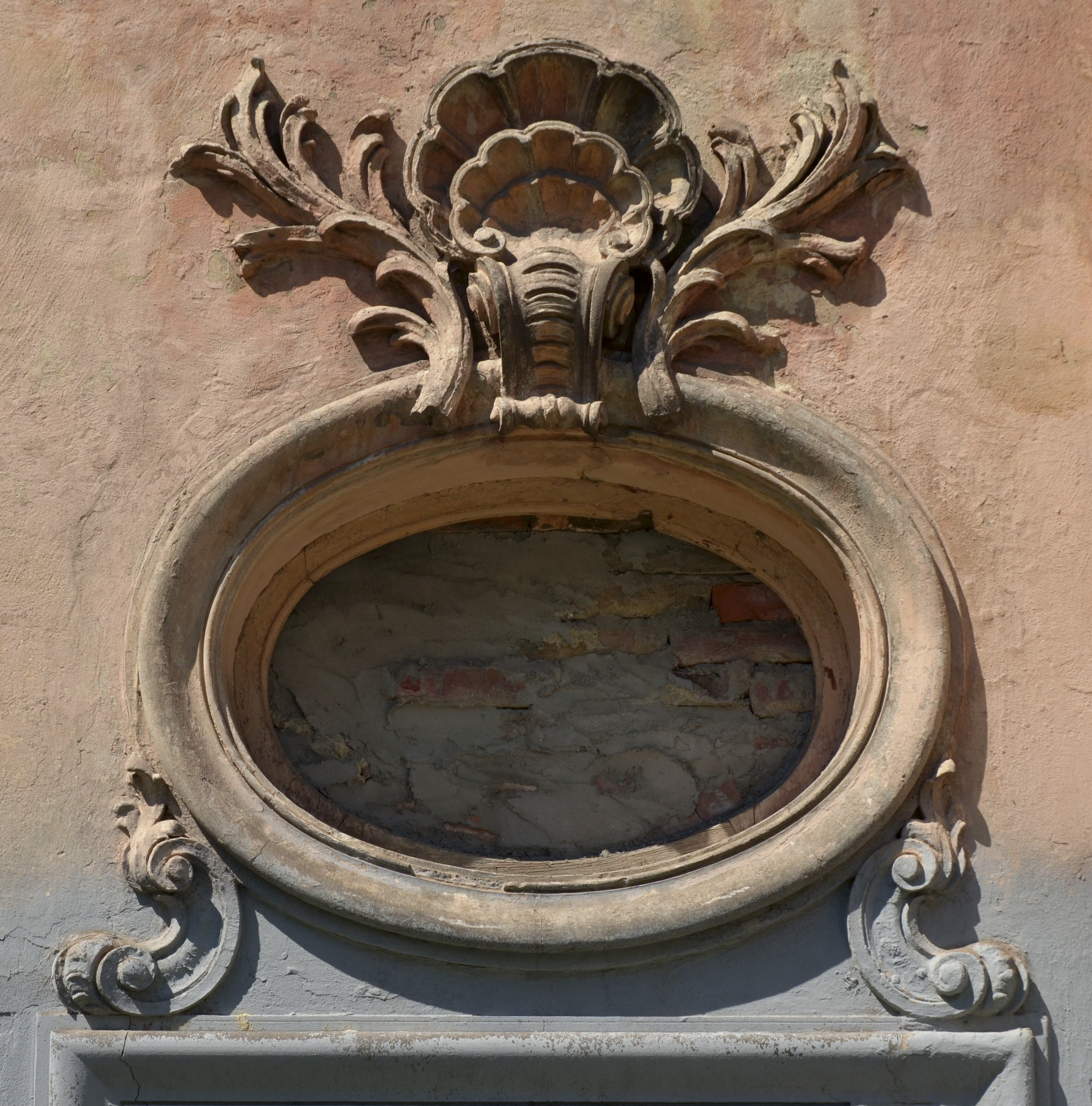
Скульптурний декор будинку (вул. Русових, 11)
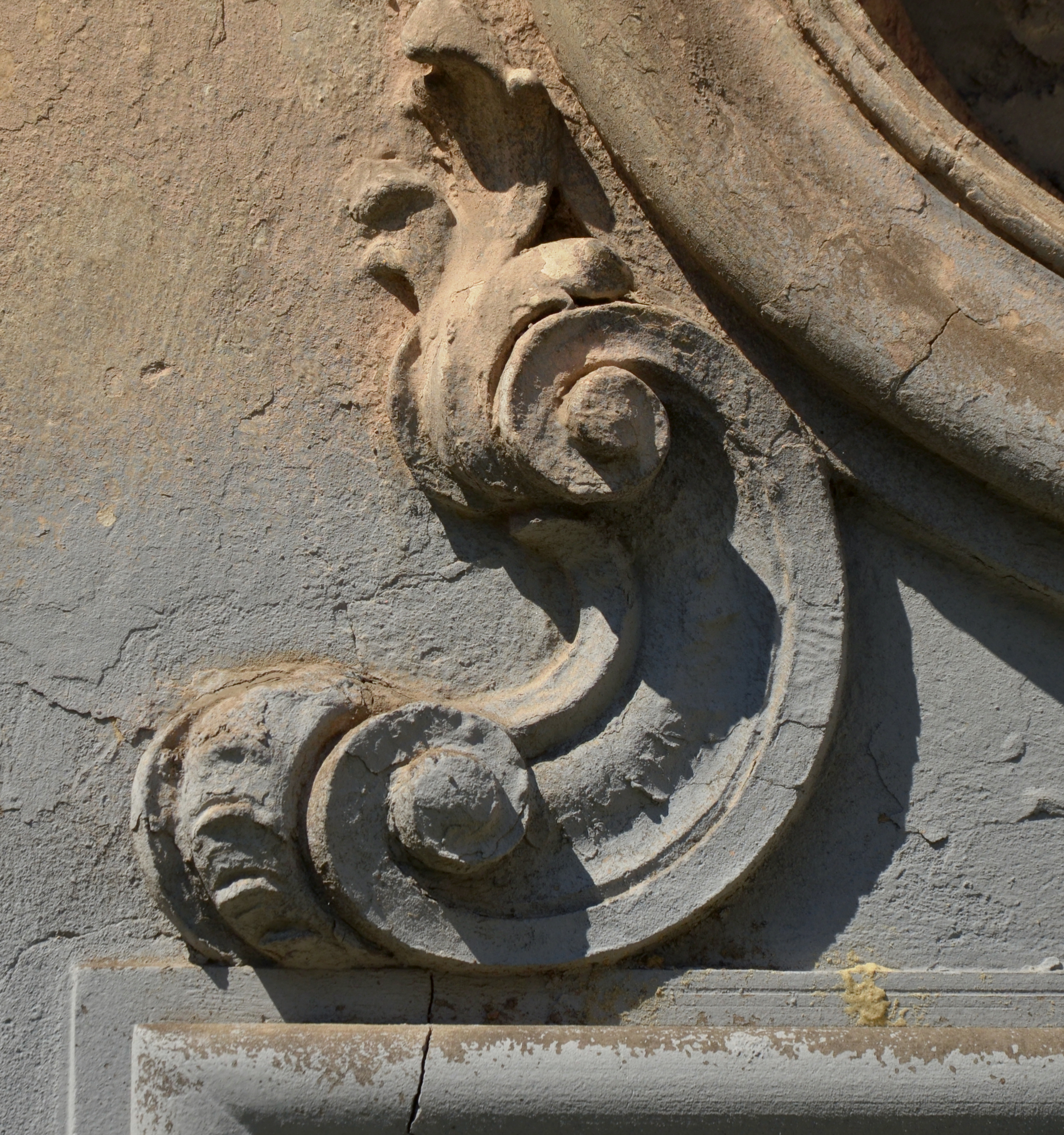
Скульптурний декор будинку (вул. Русових, 11)
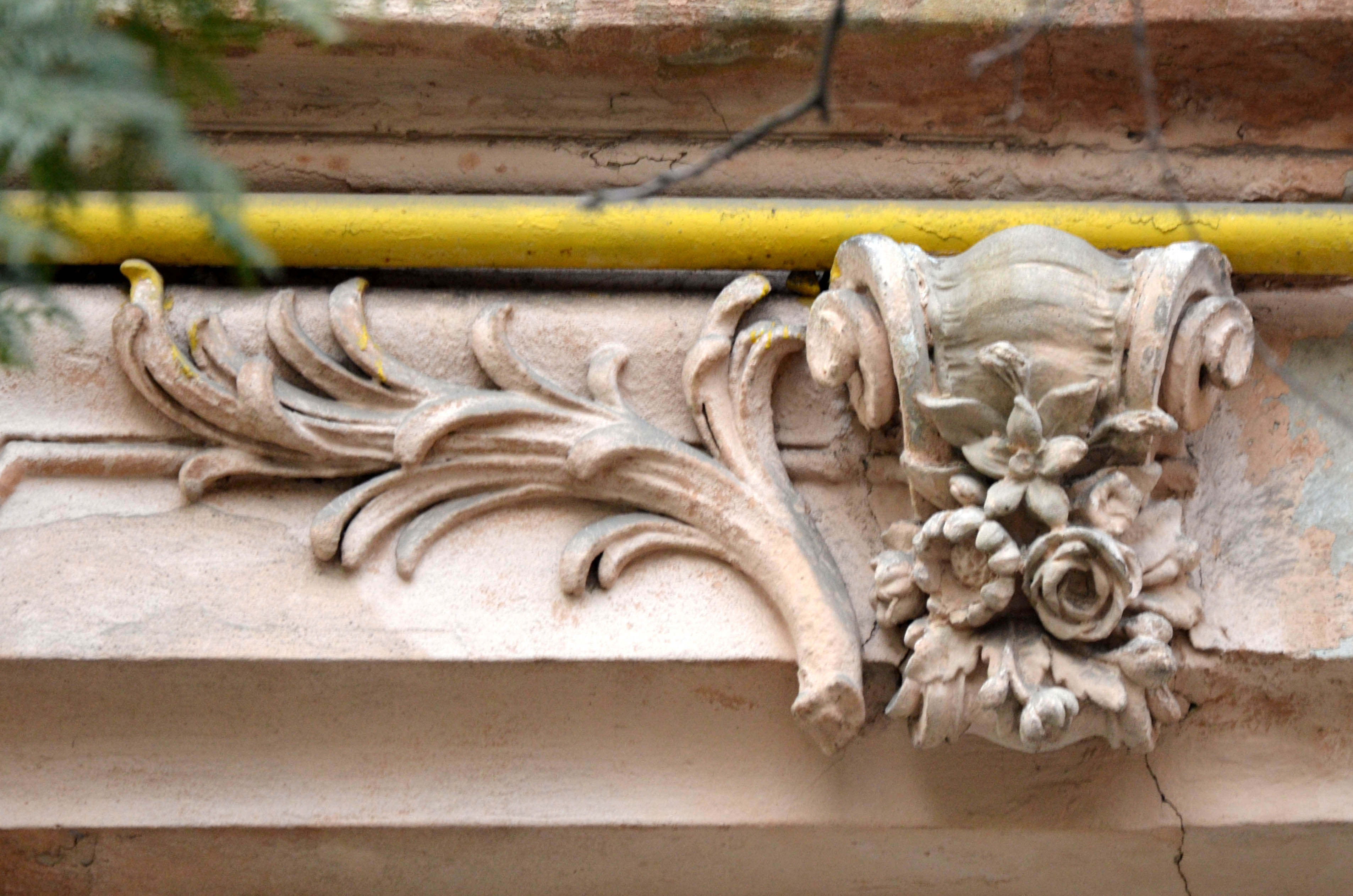
Скульптурний декор будинку (вул. Русових, 11)